# لارس بيرغ (لاعب رماية)
لارس بيرغ هو لاعب رماية سويدي، ولد في 4 يونيو 1916 في غوتنبرغ في السويد، وتوفي في 24 يونيو 1988 في إنشوبينغ في السويد.

## وصلات خارجية
- لارس بيرغ على موقع أوليمبيديا (الإنجليزية)
- لارس بيرغ على موقع اللجنة الأولمبية السويدية (السويدية)